# One Rincon Hill
One Rincon Hill is een residentieel complex op de top van Rincon Hill, een heuvel en wijk in het centrum van San Francisco, in de Amerikaanse staat Californië. Het complex bestaat uit de One Rincon Hill South Tower, die in 2008 voltooid werd, en de One Rincon Hill North Tower, die in 2014 opgeleverd werd, alsook zogenaamde townhouses rondom de torens. De zuidelijke toren telt 60 verdiepingen en is 195 meter hoog, terwijl de noordelijke toren 45 verdiepingen telt en 151 meter hoog is. De South Tower is het op vier na hoogste gebouw van San Francisco. Het complex bevindt zich aan het westelijke uiteinde van de San Francisco-Oakland Bay Bridge.